# Tempoal, Veracruz
Tempoal là một đô thị thuộc bang Veracruz, México. Năm 2005, dân số của đô thị này là 33107 người.